# Мейрамов, Габит Габдуллович
Мейрамов Габит Габдуллович, 1947 г. - исследователь-диабетолог, доктор мед. наук (СССР, 1993; Каз.,1998); профессор  (Каз. 2000), акад. МАИН (2012), засл. профессор (2021). Родился в семье профессора русского языкознания Мейрамова Габдуллы Ашимовича, доктора педагогических наук (СССР,1969), профессора (СССР,1970), профессора КарГУ им.Букетова Е.А. Образование: в 1971 году окончил Карагандинский медицинский институт (КГМИ). Начало научной работы в 1964 г. Единственное с 1964 г. направление исследований - изучение механизмов развития и предотвращения диабета, вызываемого химическими комплексобразующими соединениями, в том числе и образующимися в организме человека. Результаты: 1) исследованы механизмы действия диабетогенных цинксвязывающих соединений (ДЦС) (совместно с проф. Лазарис Я.А., проф. Корчиным В.И., проф. Бавельским З.Е., 1964-1976; самостоятельно - в 1976-1986); 2) изучены механизмы действия единственного из 18 ДЦС, синтезирующегося в организме человека и определены пути подавления его эндогенного синтеза (1977-2019). Автор 177  научных публикаций по данной проблеме, из них 84 в высокорейтинговых цитируемых журналах России, Англии, ФРГ, Франции, Японии,Австралии,Италии,США,Канады, Испании.  Специализировался по методам исследований в лабораториях Сиднея, Москвы, Карлсбурга, Лейпцига и Гронингена.  В рейтинге  2016 года, проведенном Национальным агентством аккредитации и рейтингов среди университетов Казахстана, занял 7 место среди 100 лучших преподавателей. Отмечен орденом «Знак Почета» (СССР, 1986) по результатам НИР, званием "Лучший преподаватель вуза, 2008" и "Человек года КарГУ" в 2000 и 2011 г.г.  В 1992 г. в г. Сиднее очно присуждено звание "Почетный член научного центра Королевского Госпиталя Принца Альфреда" Сиднейского Университета вице-президентами Международной Федерации Диабета проф. Дж.Тартл (г.Сидней) и Л.Меллор (г.Сидней) с вручением гранта и премии. В 1988-2011 г.г. участвовал с докладами в работе всемирных, европейских и американских конгрессов диабетологов в г.г. Сиднее, Лиссабоне, Копенгагене, Гейдельберге, Иннсбруке, Зальцбурге, Барселоне, Амстердаме, Хельсинки, Вашингтоне, Дюссельдорфе, Дубае. Административный (карьерный) рост не планировался. В 1964-1977 г.г. студент-исследователь, стажер-исследователь, ассистент КГМИ, в 1977-2021 г.г. - ст.преп., доцент, профессор, засл. профессор КарГУ им. Е.Букетова. Работа велась в 1977-2021 г.г. в соответствии с собственными научными планами и возможностями. Постоянно проживает в г. Караганде с 1954 г.
Полученные результаты были представлены на следующих основных научных конгрессах в 1988-2018 г.г.:
1. 1991-2015 г.г. - Американские конгрессы диабетологов.
2. 1988-2013 г.г.- Всемирные конгрессы диабетологов
3. 1989-2018 г.г.-Европейские конгрессы диабетологов